# عبد الله الضامن المساعيد
الأميرعبد الله الضامن المساعيد (1862 أو 1869 - 1952) هو شيخ عشيرة المساعيد في الجفتلك والفارعة التي تعرف بفارعة المسعودي. 
هو الذي قطع الطريق على اليهود في الغور وأوقعهم في خيبة الأمل. كان حكيما في فصل الخصومات على الطريقة العشائرية، ويعد أول من بنى قصراً في الغور، إلا أنه بقي يهوى الجلوس في بيوت الشعر، فمضارب الأمراء آل الضامن أشهر المضارب آنذاك، حتى أن الأمير عبد الله الأول بن الحسين كان أشهر من زار تلك المضارب، وقد وثّقت زيارته لمضارب آل الضامن في جريدة فلسطين العدد 2592 الصفحة 5 التاريخ 23 آذار 1934 م.

## حياته ونشأته
هو الأمير عبد الله بن ضامن بن بركات بن خليل بن محمد أبو لفيتة المسعودي أمير قبيلة المساعيد ولد نحو عام 1862 م وفي قول أنه ولد نحو عام 1869م وتوفي عام 1952م

## نضاله
الأمير عبد الله الضامن دور مهما في الحفاظ على الاغوار والتصدي للسيطرة الاسرائيلية عليها، اذ كانت الارض في الاغوار مملوكة للفلاحين، الذين طالبوا في اواخر العهد العثماني بنقل ملكيتها الى السلطان عبد الحميد الثاني بسبب الضرائب، فتحولت تلك الاراضي الى (جفتلك) التي تعني  الارض المدارة من قبل السلطان،  والمسجلة باسمه.
ومع بداية المشروع الصهيوني في فلسطين، اواخر العهد العثماني، كانت احدى الافكار المطروحة هي اقامة دولة يهودية  بين ضفتي نهر الاردن على غرار الدول الاوروبية، ولذلك كان هناك مشروع لشراء او استئجار الغور من الدولة العثمانية لمدة 99 عاما، لكن ذلك المشروع انتهى مع دخول تركيا الحرب العالمية الاولى.
مع بدء الوكالة اليهودية  بشراء الأراضي واستملاكها، تنبه الأمير عبد الله الضامن لذلك المشروع، فكلف محام لبناني بتطويب أراضي الجفتلك وإعادة تدويرها على الفلاحين والعاملين بها، بكلفة 500 جنيه ذهب فلسطيني، ولذلك يعد من أبرز الذين حموا الغور وحافظوا عليه في وجه المشروع الصهيوني. كان عبد الله الضامن الذي توفي عام 1952 من وجهاء الأغوار وأبرز ملاكه، إذ كانت خيمته تتكون من 7 أعمدة في دلالة على الوجاهة والزعامة، وكان يملك أكثر من 5 الاف رأس غنم، وهو أول من بنى قصرا في الأغوار.
استمرت عائلة الضامن في لعب دور هام في الأغوار، وكذلك في الحركة الوطنية سواء في ثورة 1936، أو في حرب 1948، واستقبال جنود جيش الانقاذ العربي، بحرارة  كما قال الشاعر: شوي نزلنا عالغور .... نحمي جميع الجسور، عملوا لنا العرب دور ... ابو شاكر يا اخو النشمية، في إشارة إلى ابو شاكر الضامن، واستقبال جيش الانقاذ العربي.